# کانگشان
کانگشان (به لاتین: Cangshan District) یک سکونتگاه مسکونی در جمهوری خلق چین است که در فوجو واقع شده‌است.

## خصوصیات
کانگشان ۱۳۹ کیلومترمربع مساحت و ۳۷۰٬۰۰۰ نفر جمعیت دارد.